# 21-Two One-
『21-Two One-』（ツーワン、トゥーワン）は、2001年5月25日にBasiLより発売された18禁恋愛アドベンチャーゲーム。翌年にはドリームキャスト版が発売された。

## 概要
『Bless 〜close your eyes, open your mind.〜』に続くBasiLの第2作である本作は、病院を舞台としたミステリ作品である。前作の舞台は冬であったが、本作の舞台は秋である。
INSTALL DISCには「DEAD SIDE」（銀色）、GAME DISCには「ALIVE SIDE」（黒色）と名前が付けられている。
PC初回版のCDケースには4枚収録されるようになっている。残り2枚は、DEMO DISC（体験版）である「ZERO SIDE」（赤色）とSPECIAL FAN DISCである「ANOTHER SIDE」（青色）である。
このうち「ANOTHER SIDE」は、メッセサンオーの予約特典として配布された「SPECIAL FAN DISC」であり、同ディスクには、短編「210 -Two One Zero-」や会話形式のヒント集「木葉と愚かな仲間達」、壁紙、キャラクタービューアーが収録されている。このうち、「210 -Two One Zero-」では、主人公が病院内に噂を流した紅葉を探し回る内容となっている。同作にはCG3枚が新しく書き加えられているほか、『Bless』の主人公が入院しているという設定で、矢野原まきえがゲスト出演している。また、この短編には「ZERO SIDE」に収録されていた各スタッフのメッセージも収録されている。

BasiLの活動休止にともなって販売は終了していたが、2009年7月31日にBasiLから発売された『もぎたてBasiL! -commencement-』に当時のままの形で復刻された。

## ストーリー
若き外科医・霧島拓哉は、手術で患者を救えなかったことに悩み、幼馴染みである看護婦の榊芹から励まされていた。そんなとき、病院内で殺人事件が起きる。拓哉は高校時代の友人である刑事・原崎豊の依頼により、病院内で調査を始める。同時期、原因不明の病気が完治せぬまま退院していた二見美魚が発作を起こしたため、再び入院する。以降、謎の連続殺人が院内で起きる。そして拓也の周囲にいるヒロイン達につきまとう「人魚」の謎。

## ゲームシステム
選択肢によって物語や攻略可能なヒロインが変わる。ただし、ゲームプレイヤーは登場人物に対して「信頼」「普通」「疑惑」の3段階を設定することができ、その設定によってもシナリオの分岐が変わってくる。またその設定によって、主人公の台詞が一部異なってくる。この設定はゲーム中、いつでも変更が可能である。
人物相関図が付いており、物語が進むにつれて主人公と周囲の人物の関係が変化する。
シナリオ攻略チャートがあり、現在の進行状況やイベント達成率、シナリオの分岐を確認することができる。
メインヒロインをすべて攻略するとおまけシナリオが追加され、狭川翠の攻略が可能になる。おまけシナリオには選択肢が存在しない。

## キャラクター
以下のキャストはドリームキャスト版のもの。
霧島 拓哉（きりしま たくや）
本作の主人公で若手の医師。幼少の頃に母親を病で亡くし、どんな病気の人でも助けられるスーパーマンになろうと医師になった。将来を嘱望されている優秀な医師だが、「すべての患者を救うことはできない」現状に落ち込み、医師としての自信と存在意義に疑問を感じる。
榊 芹（さかき せり）
声：川澄綾子
主人公の幼馴染で看護婦。主人公が落ち込んでいる時にカルテなどでよく叩くが、それも彼女なりの愛情表現である。母親を亡くした主人公を支えるために看護婦になった。
汽京 紅葉（ききょう もみじ）
声：三石琴乃
主人公と同僚の医師で腕利き。童顔の上に明るく人当たりもいいため、男性職員や患者から人気がある。彼女の母親が優秀な医師だったこともあり、周囲から多大な期待をよせられている。
二見 真魚（ふたみ まお）
声：長沢美樹
美魚の姉。無口だが、子供と遊ぶ事は好きである。約束を忘れる等、意外と抜けているところもある。妹の病気を治したい一心で医師を目指している。妹に対する主人公の医者としての心構えや態度を尊敬しており、また、異性として好意を抱いてもいる。【すーぱーにゃんだばー】のいたずらの被害者1号。主人公の前でスカートを捲られパンツを見られてしまい、もうお嫁にいけません…と泣き出す。
二見 美魚（ふたみ みお）
声：日向裕羅
真魚の妹。主人公が勤めている病院に入院していた。原因不明の病に侵されており、病院側も諦めている。発作が起きなければ日常生活に支障は無いとの判断により退院させられたが、発作を起こして再び入院する。【すーぱーにゃんだばー】のいたずらの被害者2号。主人公の前でパジャマのズボンをずり下ろされパンツ丸見えに。そのパンツも脱がされそうになるが、主人公が阻止。
橘 唯奈（たちばな ゆいな）
声：雪乃五月
芹の先輩の看護婦。真面目で優しい人。主人公と境遇が似ており、弟を亡くしてから医者を目指すようになった。しかし、医者になる夢はかなわず看護婦になった。自分の夢を、想いを、託せる人を待ち続けている。
一ノ瀬 木葉（いちのせ このは）
声：南央美
香澄の親友である入院患者。子どもながらも謎めいた雰囲気を持つ。普段は【すーぱーにゃんだばー】として悪戯ばかりしている。「いつもおつかれの先生に大サービスです♪」といいながら真魚ちゃんのスカートを捲り、パンツを晒す。主人公に怒られた後、「次はもっと先生好みの子を狙います」と宣言し、翌日妹の美魚ちゃんのズボンをずり下げ（主人公曰く信じられない光景）パンツを晒した後「長髪美少女の艶姿をご覧ください」と言ってパンツ」まで脱がそうとした。
三原 香澄（みはら かすみ）
声：飯塚雅弓
木葉の友人で、木葉と遊ぶために毎日のように病院に来る。非常に活動的で、病院内外にかかわらず動き回っている。兄に対して兄妹として以上の想いを抱いている。
三原 霞（みはら かすみ）
声：飯塚雅弓
香澄の双子の兄。性格は香澄と反対で、静かで理知的な性格。
狭川 翠（さがわ みどり）
声：豊嶋真千子
病院内にあるカフェで働いている。病院には不釣合いな制服（衣装）を着ているほか、ネコ耳を常に着用している。好奇心旺盛で、あちこちの会話に首を突っ込んでくる。本編ではサブキャラ扱いだがおまけシナリオで攻略することができ、まさと君にスカートを捲られる。
原崎 豊（はらざき ゆたか）
声：子安武人
高校時代の同級生で現刑事。主人公の親友（悪友）である。
柿谷 大路（かきたに おおじ）
声：広瀬正志
主人公らが勤める総合病院の院長。
立木 秀雄（たちき ひでお）
声：成田剣
主人公らが勤める総合病院の外科部長で、主人公の師匠にあたる。
富田 光宏（とみた みつひろ）
声：成田剣
主人公らが勤める総合病院に骨折で入院している患者。
まさと
謎のスカートめくり少年。BasiL作品の常連端役。彼に捲られる女性の下着（パンツ）はいつも縞々模様のものである。今回被害に遭うのは狭川翠。「夢のような光景」を晒してくれる。

## スタッフ
- 原画：西又葵[1]、こつえー[1]、里海ひなこ[1]
  - 汽京紅葉と一ノ瀬木葉をこつえーが、三原香澄と霞を里海が担当。残りは西又が担当している。
- シナリオ：あごバリア、王雀孫
  - メインシナリオをあごが、おまけシナリオを王が担当している。
- サウンド：coldhand、KING、内藤侑史、アッチョリケ

## 主題歌
オープニング「TRUTH and FATE」
作曲：内藤侑史 / 作詞：非公開 / 歌：カツタマイコ
エンディング「DAYBREAK」
作曲：内藤侑史 / 作詞：非公開 / 歌：Nori

## 関連商品
21-TwoOne- オリジナルサウンドトラック
2001年10月発売 キングレコード KICA 1250(NKCD 10002)
21-TwoOne- ハーヴェストノベルズ
2002年1月発売、影山二階堂 著、ISBN 4-434-01563-X

## 評価
オリジナル版はASCIIが集計した「ソフマップ売り上げランキング(5/21～5/27調査)」にて3位でランクインした。
オリジナル版は、美少女ゲーム雑誌BugBugの「2001年読者が選ぶ美少女ゲーム年間ランキング」の総合部門の43位にランクインした。